# Wildalpen
Wildalpen é um município da Áustria, situado no distrito de Liezen, no estado da Estíria. Tem 202,82 km² de área e sua população em 2019 foi estimada em 466 habitantes.